# Sebastián Uranga
Sebastián Raúl Uranga (Entre Ríos, 4 gennaio 1964) è un ex cestista argentino.

## Carriera
Con l'Argentina ha disputato tre edizioni dei Campionati mondiali (1986, 1990, 1994).